# タイ式フルーツカービング

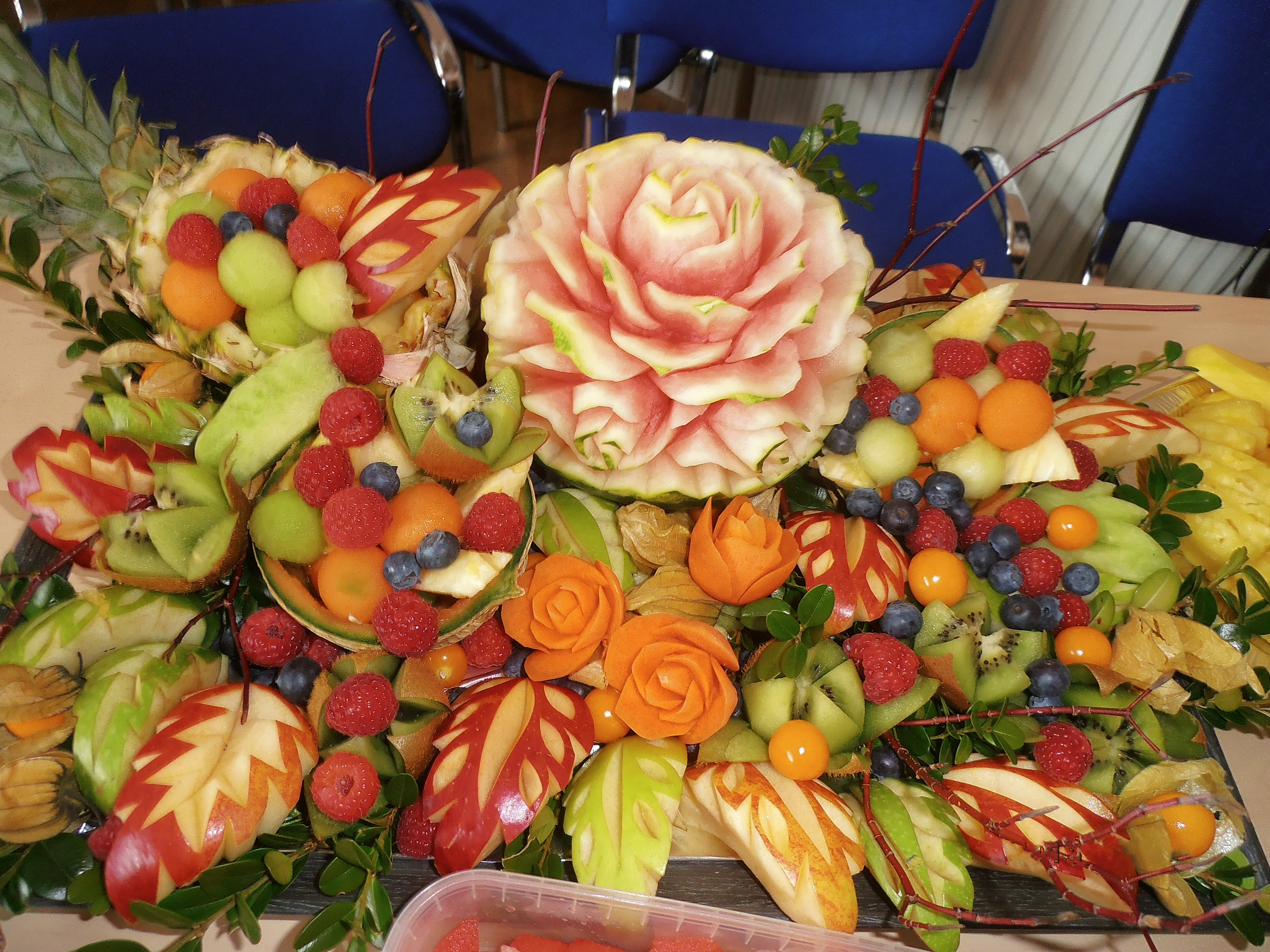
タイ式フルーツカービングの盛り合わせ

タイ式フルーツカービング（タイしきフルーツカービング、タイ語: การแกะสลักผลไม้  、タイ語発音: [kāːn.kɛ̀ʔ.sa.làk.pʰǒn.la.máːj] ガーンケサラックポンラマー、原義は「果物の彫刻」）は、果物に彫刻を施すフルーツカービングの一種で、タイ王国の伝統的な工芸。タイ式フルーツカービングには手際よさ、彫刻の正確さ、彫刻の方針を沈思熟考する力、そして個人的な能力が要される。タイ式フルーツカービングは、タイでは何世紀にもわたって尊敬される芸術として存続している。 その起源はチャクリー王朝時代に遡り、元来王室の食卓の装飾のためにのみ使われていた。 現在では、ソンクラーン(タイの旧正月)の期間に広く行われる習慣となっている。 

## 歴史
果物や野菜に彫刻を施すことは、かつてはタイの王宮において女性に教えられた技術であった。
ある(現在は外典として知られている)伝説によると、スコータイ王朝（1808-1824年）が成立する前のある時期に、貴族であったナン・ノッパマット（タイ語: นางนพมาศ  、別名をThao Srichulalak　(タイ語: ท้าวศรีจุฬาลักษณ์)という  ）が Tamrap Thao Srichulaluk （タイ語: ตำรับท้าวศรีจุฬาลักษณ์  ）と題された本を書いた。この本は、タイ語で Phraratchaphithi Chongpriang Nai Wanphen Duean Sipsong （タイ語: พระราชพิธีจองเปรียงในวันเพ็ญเดือนสิบสอง  ）と呼称されるランタン祭りなどの、タイの伝統的な儀式について論じたものであった。その本には、側室の主人公が他の側室よりも美しくランタンを飾りたいと考え、さまざまな花を使ってランタンを装飾し、それから果物を鳥と白鳥の形に彫り、花びらの上に置いた、という描写がある。

## 道具
タイ式フルーツカービングではたった1本のナイフを使って果物を彫る。ナイフには丸い柄のナイフや平たい柄のナイフなどさまざまな種類がある。また、ピーラーやはさみ、ゴム手袋、スコップなど、他の道具も必要とされる。

## 用いる果物の種類
タイ式フルーツカービングには多くの種類の果物が用いられる。タイ式フルーツカービングでは基本的に果物を厚いものと薄いものの二項対立で捉える。